# Persée (Lully)

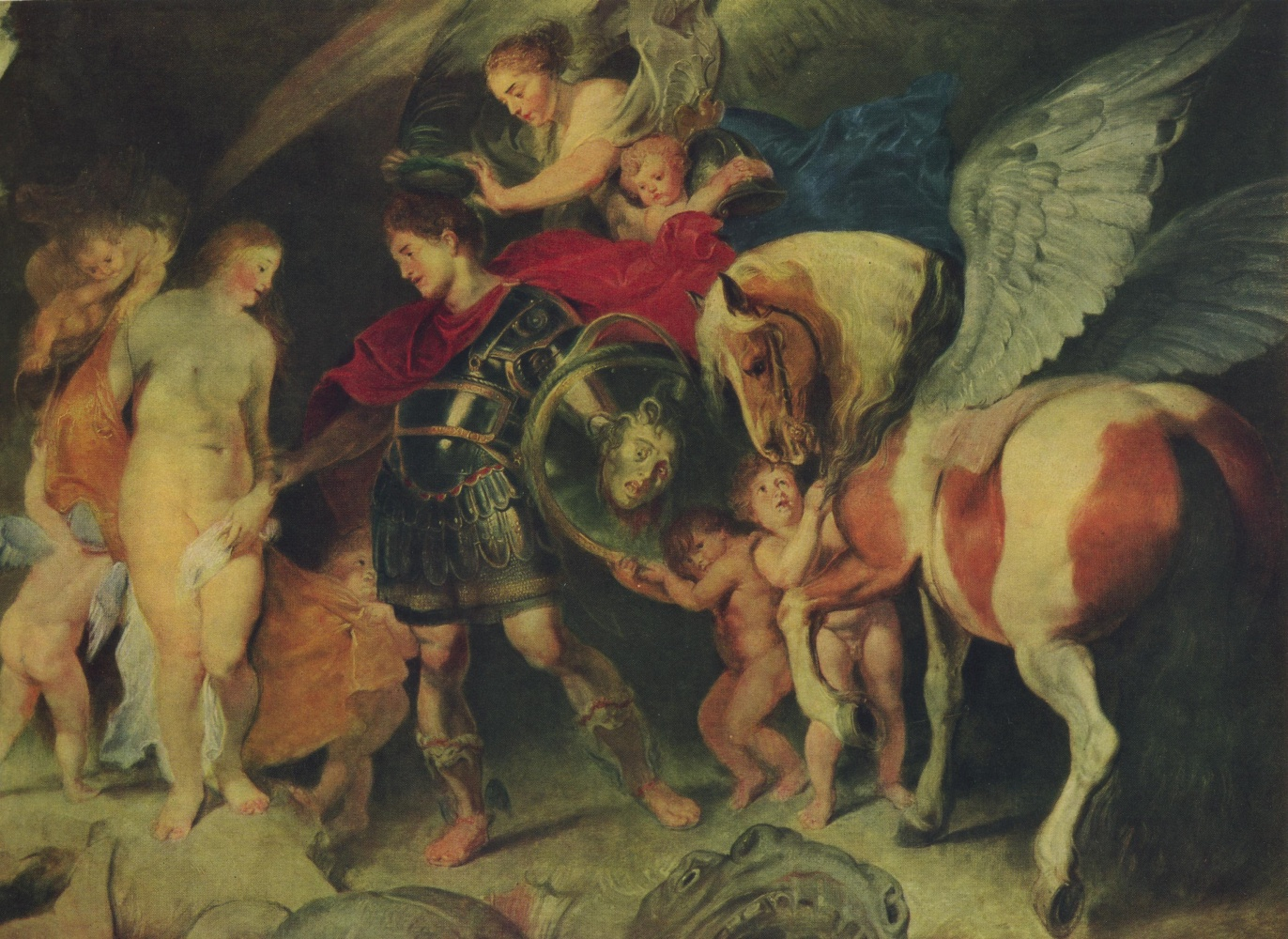
Perseu

Persée és una tragèdia lírica de Jean-Baptiste Lully el llibret de la qual està escrit per Philippe Quinault, està basada en Les metamorfosis d'Ovidi. Es va estrenar el 17 d'abril de 1682 a París. Consta d'1 pròleg i 5 actes.

## Personatges
- Andròmeda (soprano)
- Perseu (tenor agut o haute-contre)
- Phineus (baix)
- Merope (soprano)
- Medusa (tenor)

## Sinopsi
Andròmeda i Perseu s'estimen, però Andròmeda està promesa amb Phineus.
Merope, que estima Perseu, fa costat a Phineus.
Aquestdrama humà es resol a través del triomf de Perseu sobre els obstacles divins.
En una sèrie d'espectacles elaborats, els déus subministren armes a Perseu.
Perseu mata la górgona Medusa i de la seva sang sorgeixen monstres.

## Comentaris
És la primera òpera en què Lully fa un ús extensiu de l'acompanyament orquestral de les veus solistes.
Es va interpretar una versió reelaborada amb motiu de les noces de Lluís XVI i Maria Antonieta (1770).